# Helicopsyche tuxtlensis
Helicopsyche tuxtlensis är en nattsländeart som beskrevs av Bueno-soria 1983. Helicopsyche tuxtlensis ingår i släktet Helicopsyche och familjen Helicopsychidae. Inga underarter finns listade i Catalogue of Life.